# Томашівська сільська рада (Уманський район)
Томаші́вська сільська́ ра́да — адміністративно-територіальна одиниця та орган місцевого самоврядування в Уманському районі Черкаської області. Адміністративний центр — село Томашівка.

## Загальні відомості
- Населення ради: 671 особа (станом на 2001 рік)

## Населені пункти
Сільській раді підпорядковані населені пункти:
- с. Томашівка

## Склад ради
Рада складається з 12 депутатів та голови.
- Голова ради: Шевчук Анатолій Олександрович
- Секретар ради: Корінна Любов Михайлівна

### Керівний склад попередніх скликань
| Прізвище, ім'я, по батькові   | Основні відомості                                                         | Дата обрання | Дата звільнення |
| ----------------------------- | ------------------------------------------------------------------------- | ------------ | --------------- |
| Мельник Валерій Васильович    | Сільський голова, 1952 року народження, освіта вища, безпартійний         | 26.03.2006   | 31.10.2010      |
| Мельник Валерій Васильович    | Сільський голова, 1952 року народження, освіта вища, член Партії регіонів | 31.10.2010   | 02.06.2013      |
| Шевчук Анатолій Олександрович | Сільський голова, 1970 року народження, освіта вища, член Партії регіонів | 02.06.2013   |                 |

Примітка: таблиця складена за даними сайту Верховної Ради України

### Депутати
За результатами місцевих виборів 2010 року депутатами ради стали:

#### За суб'єктами висування
| Суб'єкт висування | Кількість обраних депутатів | %    |
| ----------------- | --------------------------- | ---- |
| Партія регіонів   | 10                          | 83,3 |
| Самовисування     | 2                           | 16,7 |

#### За округами
| № округу        | Прізвище, ім'я, по батькові    | Дата визнання обраним | Освіта             | Партійна приналежність            | Відомості про обраного депутата                        |
| --------------- | ------------------------------ | --------------------- | ------------------ | --------------------------------- | ------------------------------------------------------ |
| Партія регіонів |                                |                       |                    |                                   |                                                        |
| 1               | Адамова Валентина Григорівна   | 31.10.2010            | середня спеціальна | член Партії регіонів              | Агроцех № 2 ДП «Ілліч-Агро Умань», вагар               |
| 2               | Нєздраєв Олександр Миколайович | 31.10.2010            | середня            | член Партії регіонів              | Агроцех № 2 ДП «Ілліч-Агро Умань», механізатор         |
| 3               | Нєздраєва Тетяна Олексіївна    | 31.10.2010            | середня            | член Партії регіонів              | Томашівська сільська рада, головний бухгалтер          |
| 5               | Мачковська Світлана Леонтіївна | 31.10.2010            | середня спеціальна | член Партії регіонів              | Агроцех № 2 ДП «Ілліч-Агро Умань», завідувачка складом |
| 6               | Соболенко Володимир Петрович   | 31.10.2010            | середня            | позапартійний                     | тимчасово не працює                                    |
| 7               | Левченко Микола Юхимович       | 31.10.2010            | середня спеціальна | позапартійний                     | пенсіонер                                              |
| 9               | Козаченко Катерина Михайлівна  | 31.10.2010            | середня спеціальна | член Партії регіонів              | Агроцех № 2 ДП «Ілліч-Агро Умань», телятниця           |
| 10              | Корінний Петро Андрійович      | 31.10.2010            | середня спеціальна | позапартійний                     | Агроцех № 2 ДП «Ілліч-Агро Умань», завідувач складом   |
| 11              | Корінна Любов Михайлівна       | 31.10.2010            | середня спеціальна | член Партії регіонів              | Томашівська сільська рада, секретар                    |
| 12              | Казанюк Василь Іванович        | 31.10.2010            | середня спеціальна | член Партії регіонів              | Агроцех № 2 ДП «Ілліч-Агро Умань», завюдувач МТФ       |
| Самовисування   |                                |                       |                    |                                   |                                                        |
| 4               | Сологуб Григорій Антонович     | 31.10.2010            | середня спеціальна | член Комуністичної партії України | пенсіонер                                              |
| 8               | Дяченко Наталія Дмитрівна      | 31.10.2010            | середня спеціальна | позапартійна                      | тимчасово не працює                                    |